# Formazioni di V.Premier League giapponese di pallavolo maschile 2012-2013
Formazioni delle squadre di pallavolo partecipanti alla stagione 2012-2013 del V.Premier League giapponese.

## FC Tokyo
| N° | Nome                | Ruolo | Data di nascita   | Nazionalità sportiva |
| -- | ------------------- | ----- | ----------------- | -------------------- |
| -  | Yasushi Sakamoto    | All   | 21 dicembre 1974  | Giappone             |
| 1  | Masahi Okazaki      | S     | 30 novembre 1990  | Giappone             |
| 3  | Fukuda Yamaoka      | L/S   | 12 settembre 1979 | Giappone             |
| 4  | Tomoe Bate          | P     | 15 aprile 1984    | Giappone             |
| 5  | Takashi Takenami    | P/S   | 24 aprile 1990    | Giappone             |
| 6  | Syohei Yamamoto     | S     | 21 marzo 1991     | Giappone             |
| 8  | Hisashi Aizawa      | C     | 1º gennaio 1991   | Giappone             |
| 10 | Yuya Yamaoka        | P     | 17 maggio 1985    | Giappone             |
| 11 | Miroslav Gradinarov | O     | 10 febbraio 1985  | Bulgaria             |
| 12 | Atsushi Abe         | S     | 19 ottobre 1983   | Giappone             |
| 14 | Tatsuya Kaga        | C     | 19 agosto 1982    | Giappone             |
| 15 | Eto Hideoki         | C     | 27 dicembre 1989  | Giappone             |
| 16 | Shun Takahashi      | P     | 13 gennaio 1990   | Giappone             |
| 17 | Masahiro Hashiba    | S     | 14 luglio 1984    | Giappone             |
| 18 | Yuji Yamamoto       | C     | 18 novembre 1981  | Giappone             |
| 19 | Tadashi Takashiho   | L/S   | 3 marzo 1990      | Giappone             |
| 20 | Daisuke Sato        | S     | 29 ottobre 1989   | Giappone             |
| 22 | Ryu Morishige       | S     | 18 luglio 1980    | Giappone             |
| 23 | Yohei Yamamoto      | L     | 11 giugno 1986    | Giappone             |
| 26 | Taisuke Kimura      | C     | 17 dicembre 1987  | Giappone             |
| 28 | Kazuki Maeda        | S     | 17 luglio 1983    | Giappone             |
| 30 | Dai Tezuka          | S     | 18 novembre 1988  | Giappone             |

## JT Thunders
| N° | Nome             | Ruolo | Data di nascita   | Nazionalità sportiva |
| -- | ---------------- | ----- | ----------------- | -------------------- |
| -  | Yoshito Kubo     | All   | 12 aprile 1969    | Giappone             |
| -  | Yoshiaki Tanyama | All   | 6 marzo 1980      | Giappone             |
| 1  | Takuya Yasunaga  | C     | 27 marzo 1990     | Giappone             |
| 2  | Hitoshi Machino  | C     | 25 agosto 1981    | Giappone             |
| 3  | Daisuke Sakai    | L     | 22 ottobre 1981   | Giappone             |
| 4  | Kota Kunichika   | S     | 1º novembre 1985  | Giappone             |
| 5  | Seima Kanda      | O     | 21 settembre 1984 | Giappone             |
| 6  | Naoya Suga       | P     | 17 maggio 1985    | Giappone             |
| 7  | Daisuke Yako     | S     | 7 ottobre 1988    | Giappone             |
| 9  | Hiroyuki Kai     | S     | 17 luglio 1978    | Giappone             |
| 10 | Sho Ozawa        | S     | 5 maggio 1989     | Giappone             |
| 11 | Yusei Yasui      | S     | 7 maggio 1987     | Giappone             |
| 12 | Samuel da Silva  | C     | 30 maggio 1989    | Giappone             |
| 15 | Igor Omrčen      | O     | 26 settembre 1980 | Croazia              |
| 16 | Yuhei Tsukazaki  | S     | 11 luglio 1986    | Giappone             |
| 17 | Akihiro Fukatsu  | P     | 23 luglio 1987    | Giappone             |
| 18 | Ken Ishibashi    | C     | 14 giugno 1985    | Giappone             |
| 19 | Shunsuke Inoue   | P     | 4 giugno 1985     | Giappone             |
| 20 | Shogo Toimoto    | C     | 25 giugno 1987    | Giappone             |
| 21 | Masahiro Ooue    | L     | 3 settembre 1986  | Giappone             |

## Oita Weisse Adler
| N° | Nome               | Ruolo | Data di nascita  | Nazionalità sportiva |
| -- | ------------------ | ----- | ---------------- | -------------------- |
| -  | Hiroyuki Furuta    | All   | 22 ottobre 1971  | Giappone             |
| 1  | Takashi Ogawa      | S     | 11 dicembre 1978 | Giappone             |
| 2  | Yoshinori Tokumaru | C     | 12 febbraio 1985 | Giappone             |
| 3  | Ryota Abe          | S     | 3 aprile 1989    | Giappone             |
| 4  | Kozuto Takahashi   | S     | 12 giugno 1984   | Giappone             |
| 5  | Yuya Hasamaki      | P     | 30 novembre 1987 | Giappone             |
| 6  | Takahiro Takahashi | C     | 19 agosto 1988   | Giappone             |
| 7  | Yuki Hosokawa      | S     | 24 gennaio 1990  | Giappone             |
| 8  | Kimiya Ishigaki    | S     | 28 ottobre 1988  | Giappone             |
| 9  | Takuya Iguchi      | S     | 14 aprile 1989   | Giappone             |
| 10 | Yōhei Yamada       | P     | 9 ottobre 1988   | Giappone             |
| 11 | Mitsuru Funakoshi  | S     | 25 luglio 1980   | Giappone             |
| 12 | Yuya Takibana      | L     | 1º marzo 1989    | Giappone             |
| 13 | Yuki Nakashima     | C     | 10 aprile 1986   | Giappone             |
| 14 | Hiroki Takahashi   | P     | 20 giugno 1986   | Giappone             |
| 16 | Ryuji Sakotani     | L     | 2 maggio 1988    | Giappone             |
| 20 | Michael Chemos     | O     | 12 novembre 1990 | Kenya                |

## Panasonic Panthers
| N° | Nome               | Ruolo | Data di nascita | Nazionalità sportiva |
| -- | ------------------ | ----- | --------------- | -------------------- |
| -  | Masashi Nanbu      | All   | 6 agosto 1967   | Giappone             |
| 1  | Kunihiro Shimizu   | O     | 11 agosto 1986  | Giappone             |
| 2  | Daisuke Usami      | P     | 29 marzo 1979   | Giappone             |
| 3  | Shin'ya Yamazoe    | C     | 23 maggio 1987  | Giappone             |
| 4  | Yuki Ito           | S     | 23 giugno 1987  | Giappone             |
| 5  | Takahiro Yamamoto  | C/O   | 12 luglio 1978  | Giappone             |
| 6  | Kenji Shirasawa    | C     | 21 maggio 1984  | Giappone             |
| 7  | Takuya Yamamoto    | L     | 11 agosto 1988  | Giappone             |
| 8  | Shinji Kawamura    | S     | 2 maggio 1978   | Giappone             |
| 11 | João Paulo Tavares | S     | 30 marzo 1983   | Brasile              |
| 12 | Aki Morita         | C     | 5 febbraio 1982 | Giappone             |
| 13 | Yusuke Matsuta     | C     | 31 ottobre 1982 | Giappone             |
| 15 | Tatsuya Fukuzawa   | S     | 1º luglio 1986  | Giappone             |
| 16 | Takahisa Ohtake    | P     | 12 giugno 1984  | Giappone             |
| 17 | Takeshi Nagano     | L     | 11 luglio 1985  | Giappone             |
| 18 | Kou Tanimura       | S     | 15 agosto 1982  | Giappone             |

## Sakai Blazers
| N° | Nome                | Ruolo | Data di nascita   | Nazionalità sportiva |
| -- | ------------------- | ----- | ----------------- | -------------------- |
| -  | Shingo Sakai        | All   |                   | Giappone             |
| 1  | Yoshihiko Matsumoto | C     | 7 gennaio 1981    | Giappone             |
| 2  | Yusuke Inoue        | L     | 5 agosto 1983     | Giappone             |
| 3  | Yūsuke Ishijima     | S     | 9 gennaio 1984    | Giappone             |
| 4  | Takeshi Kitajima    | S     | 16 dicembre 1982  | Giappone             |
| 5  | Kazuya Naitō        | C     | 25 novembre 1987  | Giappone             |
| 6  | Milan Pepić         | O     | 20 dicembre 1984  | Bosnia ed Erzegovina |
| 10 | Shunsuke Chijiki    | S     | 6 settembre 1989  | Giappone             |
| 11 | Yasutaka Ito        | S     | 5 giugno 1989     | Giappone             |
| 12 | Kazuyoshi Yokota    | C     | 1º maggio 1986    | Giappone             |
| 13 | Yuta Matsuoka       | S     | 6 novembre 1989   | Giappone             |
| 14 | Tomohiko Sakanashi  | L     | 29 dicembre 1987  | Giappone             |
| 15 | Kazuki Kobanta      | P     | 29 settembre 1987 | Giappone             |
| 18 | Daisuke Omochi      | C     | 2 aprile 1982     | Giappone             |
| 19 | Shun Imamura        | P     | 20 luglio 1987    | Giappone             |

## Suntory Sunbirds
| N° | Nome                | Ruolo | Data di nascita   | Nazionalità sportiva |
| -- | ------------------- | ----- | ----------------- | -------------------- |
| -  | Katsumi Kawano      | All   | 28 luglio 1965    | Giappone             |
| 1  | Kota Yamamura       | C     | 20 ottobre 1980   | Giappone             |
| 2  | Yoshifumi Suzuki    | C     | 31 marzo 1983     | Giappone             |
| 3  | Yasushi Takechi     | P     | 13 giugno 1987    | Giappone             |
| 4  | Daichi Hashimoto    | P     | 6 luglio 1989     | Giappone             |
| 5  | Yasuyuki Shibakoya  | O     | 22 maggio 1985    | Giappone             |
| 6  | Shogo Ogamoto       | P     | 30 marzo 1987     | Giappone             |
| 7  | Yū Koshikawa        | S     | 30 giugno 1984    | Giappone             |
| 8  | Takayuki Kaneko     | S     | 27 agosto 1984    | Giappone             |
| 9  | Yūta Abe            | P     | 8 agosto 1981     | Giappone             |
| 10 | Yudai Fujita        | S     | 7 ottobre 1988    | Giappone             |
| 12 | Tatsuya Shota       | C     | 17 novembre 1989  | Giappone             |
| 13 | Ken Takahashi       | L     | 22 dicembre 1988  | Giappone             |
| 14 | Kenta Niki          | C     | 11 agosto 1984    | Giappone             |
| 15 | Kenji Sabettoh      | L     | 25 gennaio 1985   | Giappone             |
| 17 | Shinji Muta         | S     | 3 ottobre 1988    | Giappone             |
| 18 | Wallace Martins     | O     | 22 marzo 1983     | Brasile              |
| 19 | Masashi Kuriyama    | S     | 14 luglio 1988    | Giappone             |
| 20 | Tatsuya Yoneyama    | S     | 23 settembre 1986 | Giappone             |
| 21 | Hiromitsu Matsuzaki | S     | 25 gennaio 1987   | Giappone             |

## Toray Arrows
| N° | Nome              | Ruolo | Data di nascita   | Nazionalità sportiva |
| -- | ----------------- | ----- | ----------------- | -------------------- |
| -  | Atsushi Kobayashi | All   | 10 marzo 1974     | Giappone             |
| 1  | Takaaki Tomimatsu | C     | 20 luglio 1984    | Giappone             |
| 2  | Osamu Tanabe      | L     | 10 aprile 1979    | Giappone             |
| 4  | Shigeru Kondoh    | P     | 23 novembre 1982  | Giappone             |
| 5  | Yūta Yoneyama     | S     | 29 agosto 1984    | Giappone             |
| 6  | Shunsuke Watanabe | L     | 11 aprile 1988    | Giappone             |
| 7  | Hisashi Aizawa    | C     | 8 marzo 1986      | Giappone             |
| 8  | Tatsuya Setoguchi | S     | 25 maggio 1988    | Giappone             |
| 9  | Satoshi Umeno     | P     | 7 novembre 1989   | Giappone             |
| 10 | Hidetomo Hoshino  | S     | 29 settembre 1990 | Giappone             |
| 11 | Kongoh Oh         | P     | 12 maggio 1984    | Giappone             |
| 12 | Dejan Bojović     | O     | 3 aprile 1983     | Serbia               |
| 14 | Yusuke Imada      | S     | 20 febbraio 1981  | Giappone             |
| 15 | Lee Haku          | C     | 27 dicembre 1990  | Giappone             |
| 16 | Tatsunori Kakuda  | S     | 24 maggio 1983    | Giappone             |
| 17 | Ayumu Shinoda     | C     | 14 dicembre 1979  | Giappone             |
| 18 | Yūji Suzuki       | C     | 7 giugno 1986     | Giappone             |
| 19 | Kotaro Kuroki     | C     | 17 marzo 1991     | Giappone             |
| 20 | Takayuki Ohki     | S     | 11 agosto 1988    | Giappone             |

## Toyoda Trefuerza
| N° | Nome              | Ruolo | Data di nascita  | Nazionalità sportiva |
| -- | ----------------- | ----- | ---------------- | -------------------- |
| -  | Takayuki Yasuhara | All   |                  | Giappone             |
| 1  | Ryu Morishige     | S     | 18 luglio 1980   | Giappone             |
| 2  | Takayuki Fukatsu  | S     | 9 novembre 1988  | Giappone             |
| 3  | Kenta Shigemura   | P     | 3 febbraio 1987  | Giappone             |
| 4  | Shohei Uchiyama   | P     | 1º novembre 1987 | Giappone             |
| 6  | Hirotaka Kon      | C     | 9 marzo 1988     | Giappone             |
| 7  | Koikiro Koga      | L     | 30 agosto 1984   | Giappone             |
| 8  | Leonardo Mello    | O     | 27 aprile 1976   | Brasile              |
| 9  | Naoya Shiraiwa    | S     | 15 febbraio 1990 | Giappone             |
| 10 | Takaaki Inoue     | S     | 26 aprile 1984   | Giappone             |
| 12 | Takuya Takamatsu  | S     | 8 gennaio 1988   | Giappone             |
| 13 | Hideaki Okamoto   | S     | 20 dicembre 1983 | Giappone             |
| 14 | Kazuki Hatashi    | C     | 2 ottobre 1985   | Giappone             |
| 15 | Takumi Nagayama   | C     | 17 maggio 1988   | Giappone             |
| 16 | Ioti Kato         | C     | 28 aprile 1987   | Giappone             |
| 17 | Marcos Sugiyama   | S     | 16 novembre 1973 | Giappone             |
| 18 | Keizo Sasaki      | S     | 22 maggio 1989   | Giappone             |
| 19 | Taichiro Koga     | L     | 4 ottobre 1989   | Giappone             |